# Troglocobitis starostini
Troglocobitis starostini là một loài cá vây tia trong họ Nemacheilidae (trước đây là phân họ Nemacheilinae trong họ Balitoridae). Loài này chỉ được tìm thấy ở Turkmenistan.